# مسجد مبارک
مسجد مبارک (به هلندی: Mobarakmoskee) نخستین مسجد ساخته شده در هلند که در سال ۱۹۵۵ در لاهه بنا شده‌است. این مسجد توسط انجمن مسلمانان احمدیه که در سال ۱۹۴۷ به هلند آمده بودند و توسط پیشوای مسلمانان احمدیه در هلند محمد ظفرالله خان با شیوه معماری فریتس بک (به انگلیسی: Frits Beck) طراحی شده‌است.
در ۳ ژوئن ۲۰۰۶ ملکه بئاتریکس هلند به مناسبت ۵۰مین سالگرد ساخت بنای مسجد مبارک از این مکان بازدید کرده‌بود.